# Royal Academy
Royal Academy of Arts, Det engelske kunstakademi, er en engelsk kunstinstitution som ligger i Piccadilly i London.

## Historie
Akademiet blev grundlagt som en rival til Society of Artists, Samfundet for kunstnere, efter en uenighed i ledelsen mellem de to ledende arkitekter William Chambers og James Paine, en strid som sidstnævnte gik sejrende ud af. Mens Chambers sværgede hævn og benyttet sig af sine nære forbindelser med kongen til at grundlægge en ny institution, Royal Academy, i 1768. Akademiet blev formelt etableret året efter.
Akademiets første grundlæggere som alle kom ind den 10. december 1768, inkluderede en far og datter-kombination med George Michael Moser og Mary Moser, og to brødrepar, George Dance den yngre og Nathaniel Dance-Holland, og Paul og Thomas Sandby.
Akademiets første præsident ble Joshua Reynolds som derefter blev efterfulgt af Benjamin West.

## Akademiets præsidenter
| Præsident                 | Tidsperiode         |
| ------------------------- | ------------------- |
| Sir Joshua Reynolds       | 1768–1792           |
| Benjamin West             | 1792–1805           |
| James Wyatt               | 1805–1806           |
| Benjamin West             | 1806–1820           |
| Sir Thomas Lawrence       | 1820–1830           |
| Sir Martin Archer Shee    | 1830–1850           |
| Sir Charles Lock Eastlake | 1850–1865           |
| Sir Francis Grant         | 1866–1878           |
| Lord Frederic Leighton    | 1878–1896           |
| Sir John Everett Millais  | Februar–August 1896 |
| Sir Edward Poynter        | 1896–1918           |
| Sir Aston Webb            | 1919–1924           |
| Sir Frank Dicksee         | 1924–1928           |
| Sir William Llewellyn     | 1928–1938           |
| Sir Edwin Lutyens         | 1938–1944           |
| Sir Alfred Munnings       | 1944–1949           |
| Sir Gerald Kelly          | 1949–1954           |
| Sir Albert Richardson     | 1954–1956           |
| Sir Charles Wheeler       | 1956–1966           |
| Sir Thomas Monnington     | 1966–1976           |
| Sir Hugh Casson           | 1976–1984           |
| Sir Roger de Grey         | 1984–1993           |
| Sir Philip Dowson         | 1993–1999           |
| Phillip King              | 1999–2004           |
| Sir Nicholas Grimshaw     | 2004–nu             |